# Manuel Bosch
Manuel Bosch Rodríguez (Badalona, 3 marzo 1956) è un ex cestista spagnolo.

## Carriera
Con la Spagna disputò i Giochi del Mediterraneo del 1975.

## Palmarès
- Campionato spagnolo: 1

Joventut Badalona: 1977-78
- Copa del Rey: 2

Joventut Badalona: 1976
Saragozza: 1984